# Antonio Madonizza
Antonio Madonizza (Kopar, 8. veljače 1816. – Poreč, 24. kolovoza 1870.), odvjetnik i političar, iz Slovenije, djelovao u Hrvatskoj, talijanski iredentist

## Životopis
Rođen u Kopru. U Padovio završio studij prava. Zaposlio se u odvjetničkom uredu Domenica Rossettija. Osnovao je 1836. list La Favilla čiji je bio suradnik. List je djelovao deset godina. Od 1845. je u Kopru gdje je odvjetnik. Izabran za predstavnika koparskog okruga u Ustavotvornoj skupštini 1848. godine. Potpisnik rezolucije istarskih zastupnika u Carevinskom vijeću kojom su tražili "službeno priznanje talijanskog karaktera Istre". Napravio je stanku od deset godina od politike. Vratio se u politički život 1861. godine, kad je izabran za zastupnika u Istarskome saboru, koji još nije odražavao stavove i glasove hrvatskog i slovenskog pučanstva. Bio je dio saborske većine koja je bila talijanski iredentistička i protivila se suradnji s austrijskim središnjim vlastima (Dieta del Nessuno). Godine 1867. u skupini osnivača časopisa La Provincia dell'Istria. U Istarski sabor opet je izabran 1870. godine.

## Djela
- Di me e dè fatti miei 1806-1870, autobiografija, Trst 1951.[1]